# 2. ŽNL Vukovarsko-srijemska NS Županja 2008./09.

## Tablica
| Mj. | Klub                         | Sus. | Pobj. | Ner. | Por. | GR.   | Bod. |
| --- | ---------------------------- | ---- | ----- | ---- | ---- | ----- | ---- |
| 1.  | NK Vrbanja                   | 20   | 16    | 1    | 3    | 58:16 | 49   |
| 2.  | NK Šokadija Babina Greda     | 20   | 15    | 2    | 3    | 57:15 | 47   |
| 3.  | NK Slavonija Soljani         | 20   | 10    | 2    | 8    | 44:29 | 32   |
| 4.  | NK Sloga Račinovci           | 20   | 10    | 1    | 9    | 44:36 | 31   |
| 5.  | NK Srijemac Strošinci        | 20   | 8     | 3    | 9    | 36:41 | 27   |
| 6.  | NK Sloga Štitar              | 20   | 8     | 3    | 9    | 32:44 | 27   |
| 7.  | NK Budućnost Šiškovci        | 20   | 7     | 4    | 9    | 33:51 | 25   |
| 8.  | NK Borac Drenovci            | 20   | 7     | 3    | 10   | 38:45 | 24   |
| 9.  | NK RAŠK Rajevo Selo          | 20   | 6     | 3    | 11   | 22:40 | 21   |
| 10. | NK Posavac Posavski Podgajci | 20   | 5     | 3    | 12   | 28:55 | 18   |
| 11. | NK Županja 77                | 20   | 3     | 3    | 13   | 26:45 | 15   |

## Rezultati
| NK Posavac Posavski Podgajci - NK Sloga Štitar 4:2 NK Sloga Račinovci - NK Srijemac Strošinci 4:1 NK Borac Kalistović Drenovci - NK Županja 77 2:2 NK Slavonija Soljani - NK RAŠK Rajevo Selo 2:1 NK Vrbanja - NK Budućnost Šiškovci 5:0 NK Šokadija Babina Greda slobodna    | NK Šokadija Babina Greda - NK Posavac Posavski Podgajci 8:1 NK Sloga Štitar - NK Sloga Račinovci 5:2 NK Srijemac Strošinci - NK Borac Kalistović Drenovci 3:2 NK Županja 77 - NK Slavonija Soljani 2:3 NK RAŠK Rajevo Selo - NK Vrbanja 1:4 NK Budućnost Šiškovci slobodna | NK Sloga Račinovci - NK Šokadija Babina Greda 1:0 NK Borac Kalistović Drenovci - NK Sloga Štitar 4:2 NK Slavonija Soljani - NK Srijemac Strošinci 1:1 NK Vrbanja - NK Županja 77 1:0 NK Budućnost Šiškovci - NK RAŠK Rajevo Selo 3:1 NK Posavac Posavski Podgajci slobodan |
| NK Šokadija Babina Greda - NK Borac Kalistović Drenovci 2:1 NK Posavac Posavski Podgajci - NK Sloga Račinovci 2:1 NK Sloga Štitar - NK Slavonija Soljani -:- ↓1 NK Srijemac Strošinci - NK Vrbanja 0:5 NK Županja 77 - NK Budućnost Šiškovci 2:2 NK RAŠK Rajevo Selo slobodan | NK Slavonija Soljani - NK Šokadija Babina Greda 0:3 NK Borac Kalistović Drenovci - NK Posavac Posavski Podgajci 3:3 NK Vrbanja - NK Sloga Štitar 3:0 NK Budućnost Šiškovci - NK Srijemac Strošinci 5:3 NK RAŠK Rajevo Selo - NK Županja 77 1:3 NK Sloga Račinovci slobodna | NK Šokadija Babina Greda - NK Vrbanja 4:1 NK Posavac Posavski Podgajci - NK Slavonija Soljani 0:1 NK Sloga Račinovci - NK Borac Kalistović Drenovci 4:0 NK Sloga Štitar - NK Budućnost Šiškovci 2:1 NK Srijemac Strošinci - NK RAŠK Rajevo Selo 1:0 NK Županja 77 slobodna |
| NK Budućnost Šiškovci - NK Šokadija Babina Greda 2:2 NK Vrbanja - NK Posavac Posavski Podgajci 2:2 NK Slavonija Soljani - NK Sloga Račinovci 4:1 NK RAŠK Rajevo Selo - NK Sloga Štitar 2:0 NK Županja 77 - NK Srijemac Strošinci 4:3 NK Borac Kalistović Drenovci slobodan    | NK Šokadija Babina Greda - NK RAŠK Rajevo Selo 6:1 NK Posavac Posavski Podgajci - NK Budućnost Šiškovci 5:0 NK Sloga Račinovci - NK Vrbanja 0:1 NK Borac Kalistović Drenovci - NK Slavonija Soljani 2:1 NK Sloga Štitar - NK Županja 77 2:1 NK Srijemac Strošinci slobodan | NK Županja 77 - NK Šokadija Babina Greda 0:4 NK RAŠK Rajevo Selo - NK Posavac Posavski Podgajci 0:2 NK Budućnost Šiškovci - NK Sloga Račinovci 2:1 NK Vrbanja - NK Borac Kalistović Drenovci 3:1 NK Srijemac Strošinci - NK Sloga Štitar 1:2 NK Slavonija Soljani slobodna |
| NK Šokadija Babina Greda - NK Srijemac Strošinci 1:0 NK Posavac Posavski Podgajci - NK Županja 77 1:0 NK Sloga Račinovci - NK RAŠK Rajevo Selo 3:0 ↓2 NK Borac Kalistović Drenovci - NK Budućnost Šiškovci 3:3 NK Slavonija Soljani - NK Vrbanja 1:3 NK Sloga Štitar slobodna | NK Sloga Štitar - NK Šokadija Babina Greda 0:1 NK Srijemac Strošinci - NK Posavac Posavski Podgajci 2:1 NK Županja 77 - NK Sloga Račinovci 1:2 NK RAŠK Rajevo Selo - NK Borac Kalistović Drenovci 2:1 NK Budućnost Šiškovci - NK Slavonija Soljani 1:3 NK Vrbanja slobodna | NK Sloga Štitar - NK Posavac Posavski Podgajci 1:0 NK Srijemac Strošinci - NK Sloga Račinovci 1:0 NK Županja 77 - NK Borac Kalistović Drenovci 3:0 NK RAŠK Rajevo Selo - NK Slavonija Soljani 2:1 NK Budućnost Šiškovci - NK Vrbanja 1:0 NK Šokadija Babina Greda slobodna |
| NK Posavac Posavski Podgajci - NK Šokadija Babina Greda 0:2 NK Sloga Račinovci - NK Sloga Štitar 2:2 NK Borac Drenovci - NK Srijemac Strošinci 1:3 NK Slavonija Soljani - NK Županja 77 3:1 NK Vrbanja - NK RAŠK Rajevo Selo 5:0 NK Budućnost Šiškovci slobodna               | NK Šokadija Babina Greda - NK Sloga Račinovci 3:0 NK Sloga Štitar - NK Borac Drenovci 4:1 NK Srijemac Strošinci - NK Slavonija Soljani 0:2 NK Županja 77 - NK Vrbanja 0:3 NK RAŠK Rajevo Selo - NK Budućnost Šiškovci 3:0 NK Posavac Posavski Podgajci slobodan            | NK Borac Drenovci - NK Šokadija Babina Greda 2:1 NK Sloga Račinovci - NK Posavac Posavski Podgajci 6:1 NK Slavonija Soljani - NK Sloga Štitar 1:1 NK Vrbanja - NK Srijemac Strošinci 3:1 NK Budućnost Šiškovci - NK Županja 77 2:1 NK RAŠK Rajevo Selo slobodan            |
| NK Šokadija Babina Greda - NK Slavonija Soljani 1:0 NK Posavac Posavski Podgajci - NK Borac Drenovci 1:4 NK Sloga Štitar - NK Vrbanja 0:3 NK Srijemac Strošinci - NK Budućnost Šiškovci 1:1 NK Županja 77 - NK RAŠK Rajevo Selo 1:1 NK Sloga Račinovci slobodna               | NK Vrbanja - NK Šokadija Babina Greda 3:1 NK Slavonija Soljani - NK Posavac Posavski Podgajci 6:0 NK Borac Drenovci - NK Sloga Račinovci 3:1 NK Budućnost Šiškovci - NK Sloga Štitar 4:2 NK RAŠK Rajevo Selo - NK Srijemac Strošinci 1:0 NK Županja 77 slobodna            | NK Šokadija Babina Greda - NK Budućnost Šiškovci 3:0 NK Posavac Posavski Podgajci - NK Vrbanja 1:5 NK Sloga Račinovci - NK Slavonija Soljani 4:3 NK Sloga Štitar - NK RAŠK Rajevo Selo 1:1 NK Srijemac Strošinci - NK Županja 77 4:1 NK Borac Drenovci slobodan            |
| NK RAŠK Rajevo Selo - NK Šokadija Babina Greda 1:3 NK Budućnost Šiškovci - NK Posavac Posavski Podgajci 4:1 NK Vrbanja - NK Sloga Račinovci 5:0 NK Slavonija Soljani - NK Borac Drenovci 5:2 NK Županja 77 - NK Sloga Štitar 0:1 NK Srijemac Strošinci slobodan               | NK Šokadija Babina Greda - NK Županja 77 4:0 NK Posavac Posavski Podgajci - NK RAŠK Rajevo Selo 1:1 NK Sloga Račinovci - NK Budućnost Šiškovci 5:2 NK Borac Drenovci - NK Vrbanja 2:1 NK Sloga Štitar - NK Srijemac Strošinci 3:6 NK Slavonija Soljani slobodna            | NK Srijemac Strošinci - NK Šokadija Babina Greda 2:2 NK Županja 77 - NK Posavac Posavski Podgajci 4:0 NK RAŠK Rajevo Selo - NK Sloga Račinovci 1:2 NK Budućnost Šiškovci - NK Borac Drenovci 3:2 ↓3 NK Vrbanja - NK Slavonija Soljani 2:1 NK Sloga Štitar slobodna         |
| NK Šokadija Babina Greda - NK Sloga Štitar 6:0 NK Posavac Posavski Podgajci - NK Srijemac Strošinci 2:3 NK Sloga Račinovci - NK Županja 77 6:0 NK Borac Drenovci - NK RAŠK Rajevo Selo 1:2 NK Slavonija Soljani - NK Budućnost Šiškovci 5:0 NK Vrbanja slobodna               | | |